# Commanderie de La Sauvetat-du-Dropt
La commanderie de La Sauvetat-du-Dropt est une commanderie hospitalière anciennement templière. Elle est située à La Sauvetat-du-Dropt, une commune de la Guyenne (ou Guienne) en Agenais, traversée par le Dropt, sur la route entre Eymet et Duras.
Il est difficile de situer précisément l'implantation de la commanderie, mais elle était probablement à la limite des communes de La Sauvetat-du-Dropt, et de Agnac, comme en témoignent les rares possessions templières qui subsistent encore (voir paragraphe correspondant).

## Historique
Au XIIIe siècle, la famille de Blanquefort était l'une des plus puissantes de Guyenne et l'immense seigneurie s'étendait de la Garonne à l'océan Atlantique et au bassin d'Arcachon. La famille s'éteint vers 1250, faute de descendance. Henri III puis Édouard Ier, rois d'Angleterre et ducs d'Aquitaine, font l'acquisition du Château de Blanquefort et des terres par deux achats en 1254 et 1270.
Pour faire face à ses créances, Édouard II cède la seigneurie de Blanquefort au neveu du pape Clément V, en 1308.
En 1307, lorsque les Templiers sont arrêtés en France, la Commanderie de La Sauvetat-du-Dropt est encore Anglaise (le Duc de Guyenne est Édouard II), vassal du Roi de France Philippe Le Bel pour ces domaines enclavés en France.
Par héritage, elle revient à Aymeri de Durfort, seigneur de Duras, en 1325. Le château  de Blanquefort finit la guerre de Cent Ans sous domination française, entre les mains de la plus puissante famille d'Aquitaine.
Le 8 mai 1360, lors du traité de Brétigny la France perd à nouveau l’Aquitaine (Guyenne, Gascogne, Quercy, Rouergue, Limousin et Poitou), le Ponthieu et Calais au profit des Anglais.
En 1374, Du Guesclin et le duc d'Anjou lancent une offensive en Guyenne et reprennent aux Anglais Penne-d'Agenais, Saint-Sever, Moissac, Sainte-Foy-la-Grande, Castillon, Langon, Saint-Macaire, Sainte-Bazeille, La Réole. La Guyenne est réunie au domaine du roi de France après la bataille de Castillon en 1453, mais le duché revint définitivement à la couronne française à la mort de Charles de Valois en 1472.
En 1561, la province est érigée en gouvernement de Guyenne avec pour siège Bordeaux.
En 1635, une révolte de Jacquerie des Croquants a lieu dans le contexte de la guerre contre l'Espagne : la pression fiscale est lourde et des émeutes éclatent. En 1636, des soulèvements dans les campagnes apparaissent contre les tailles en Angoumois et au Périgord. C’est le début de l’une des plus grandes guerres civiles déclenchées par des paysans. Le duc de La Valette, envoyé par le roi, arrive du Pays basque avec trois mille hommes et met fin à la révolte le 1er juin 1637 à la bataille de La Sauvetat-du-Dropt. Un millier de croquants meurent, mais une amnistie sera accordée.

En 1790, la province de Guyenne est divisée en cinq départements à peu près complets : Gironde (à l'est de la Garonne) ; Dordogne; Lot-et-Garonne ; Lot ; Aveyron.

## Possessions

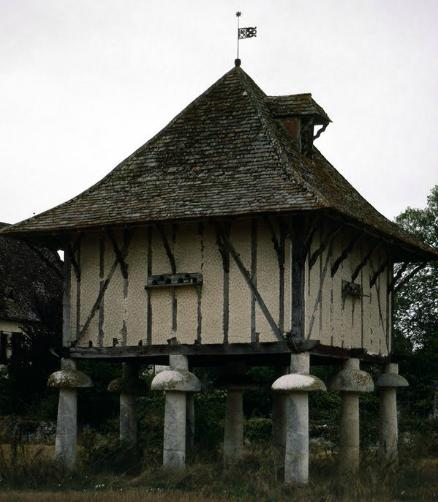
Pigeonnier entre la Sauvetat-du-Dropt et Agnac

Monuments classé MH  :
- Le manoir du bout du Pont[1] de la commune d'Agnac limitrophe, faisait partie des propriétés des Templiers de la Sauvetat-du-Dropt.
- Un pigeonnier[2] qui repose sur neuf colonnes de pierre dont le haut est terminé en forme de champignon pour éviter l'atteinte des rongeurs.
- Le Pont médiéval[3], dit aussi « le Vieux Pont » ou à tort « Pont Romain » (D'après son architecture, le pont semble contemporain de la première phase d'extension du bourg, au XIIIe siècle). Il est situé sur le Dropt, à cheval sur les communes d'Agnac et de La Sauvetat-du-Dropt : il comprend 23 arches dont 11 d'art roman et 12 d'architecture gothique. Une croix de pierre qui était placée sur une des arches en arc plein cintre, vers l'écluse, a été emportée par une crue dans les années 1960. Il en reste le socle.